# Singles Box Set 1981–1985
Ne doit pas être confondu avec The Singles 81-85.
Albums de Duran Duran
Pop Trash
(2000) Singles Box Set 1986–1995
(2004)
The Singles 81-85 est un box set compilant les singles du groupe britannique Duran Duran sortis entre 1981 et 1985.

## Contenu
Cette compilation retrace la période entre le premier album studio, Duran Duran et la chanson A View to a Kill. Elle s'inscrit dans la volonté d'EMI de sortir des compilations en exploitant le catalogue du groupe, malgré son départ du label au milieu des années 1990, après 17 ans de collaboration.
Chaque disque est censé être la réédition du vinyle britannique des années 1980, avec leurs faces B, versions alternatives et remixes et la pochette d'origine.
Certaines chansons sont cependant absentes de la collection :
- La version initiale du single britannique 7" de Rio (référence EMI5346) contient la version appelée Rio (Single version). Les versions suivantes du single contiendront Rio (Part 1), la version qui apparait ici.

Par ailleurs, cette collection reprend les éditions britanniques des singles. Ainsi, certaines versions présentes sur des éditions internationales ne sont pas présentes :
- To the Shore, face B américaine de Planet Earth.
- Girls on Film (Night Version). C'est un mix alternatif d'une durée de 5:45 avec une partie instrumentale quelque peu différente. Une version uniquement instrumental de la Night Version apparaissait par ailleurs sur le 12" grec.
- My Own Way (Instrumental version). Cette version instrumentale de la night version est présente sur un 12" britannique promotionnel et en titre bonus de la réédition digitale 2CD special edition de l'album Rio.
- New Religion (live), face B présente sur le single américain de The Reflex. Ce n'est pas la version contenue dans l'album live Arena, mais celle enregistré le 7 février 1984 à Los Angeles.

Ce box set sera suivi un an plus tard par Singles Box Set 1986–1995. Ce premier coffret sera par ailleurs réédité le 19 octobre 2009 en 3CD jewel case. Le premier disque contient les titres des singles Planet Earth, Careless Memories, Girls on Film, My Own Way et Hungry Like the Wolf. Le second regroupe Save a Prayer, Rio, Is There Something I Should Know? et Union of the Snake, alors que le troisième propose New Moon on Monday, The Reflex, The Wild Boys et A View to a Kill.

## Liste des titres
| - CD 1 : Planet Earth (1981) 1. Planet Earth – 4:30 2. Late Bar – 2:57 3. Planet Earth (Night Version) – 6:18 - CD 2 : Careless Memories (1981) 1. Careless Memories – 3:44 2. Khanada – 3:28 3. Fame – 3:17 - CD 3 : Girls on Film (1981) 1. Girls on Film – 3:30 2. Faster Than Light – 4;28 3. Girls on Film (Night Version) – 5:29 - CD 4 : My Own Way (1981) 1. My Own Way (Single Version) – 3:42 2. Like An Angel – 4:47 3. My Own Way (Night Version) – 6:36 - CD 5 : Hungry Like the Wolf (1982) 1. Hungry Like the Wolf – 3:31 2. Careless Memories (Live Version) – 4:12 3. Hungry Like the Wolf (Night Version) – 5:11 - CD 6 : Save a Prayer (1982) 1. Save A Prayer (7" Edit) – 5:28 2. Hold Back The Rain (Re-Mix) – 4:01 3. Hold Back The Rain (12" Re-Mix) – 7:06 - CD 7 : Rio (1982) 1. Rio (Part One) – 5:15 2. The Chauffeur (Blue Silver) – 3:50 3. Rio (Part Two) – 5:31 4. My Own Way (Carnival remix) – 4:37 | - CD 8 : Is There Something I Should Know? (1983) 1. Is There Something I Should Know? – 4:10 2. Faith in This Colour – 4:09 3. Is There Something I Should Know? (Monster Mix) – 6:44 4. Faith in This Colour (Alternate Slow Mix) – 4:06 - CD 9 : Union of the Snake (1983) 1. Union of the Snake – 4:24 2. Secret Oktober – 2:47 3. Union of the Snake (The Monkey Mix) – 6:27 - CD 10 : New Moon on Monday (1984) 1. New Moon on Monday (Album Version) – 4:18 2. Tiger Tiger – 3:30 3. New Moon on Monday (Dance Mix) – 6:03 - CD 11 : The Reflex (1984) 1. The Reflex – 4:26 2. Make Me Smile (Come Up And See Me) (enregistré en live au Hammersmith Odeon) – 4:58 3. The Reflex – 6:34 - CD 12 : The Wild Boys (1984) 1. The Wild Boys – 4:18 2. (I'm Looking For) Cracks In The Pavement (live 1984) – 4:10 3. The Wild Boys (Wilder Than Wild Boys, Extended Mix) – 8:00 - CD 13 : A View to a Kill (1985) 1. A View To A Kill – 3:37 2. A View To A Kill (That Fatal Kiss) – 2:31 |

## Crédits
Duran Duran
- Nick Rhodes : claviers
- Simon Le Bon : chant principal
- Andy Taylor : guitare
- John Taylor : guitare basse
- Roger Taylor : batterie

Autres
- Nick Webb : mastering aux studios Abbey Road[4]
- The Red Room : artwork